# Eterno e angeli

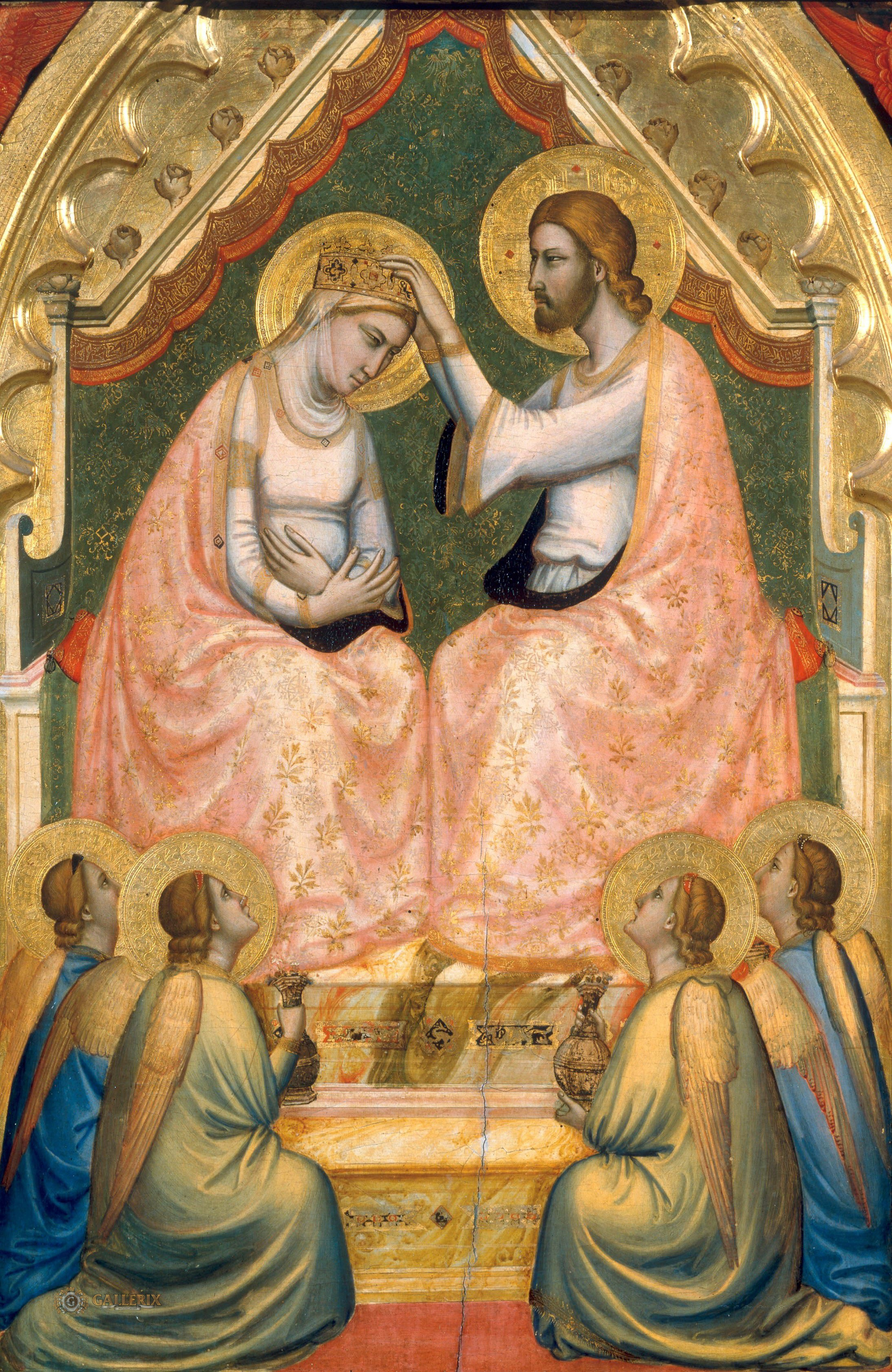
Pannello centrale del Polittico Baroncelli

L'Eterno e angeli è un dipinto a tempera e oro su tavola (76,2x71,1 cm) di Giotto e aiuti (Taddeo Gaddi?), databile al 1328 circa e conservato nel San Diego Museum of Art. È la cimasa del pannello centrale del Polittico Baroncelli.

## Storia
Quando nel tardo Quattrocento Sebastiano Mainardi aggiunse un suo affresco nella Cappella Baroncelli in Santa Croce a Firenze, ammodernò anche il desueto polittico dandogli una forma rettangolare, anziché cuspidata, rimuovendo le cimase e, probabilmente, i pinnacoli gotici e infine dipingendo negli spicchi tra i pannelli dei serafini di riempimento, come già era stato fatto con altre pale a fondo oro. In quell'occasione le cimase vennero asportate e il pannello centrale mutilato della parte superiore. Non si sa esattamente se tutti i pannelli avessero un coronamento triangolare, ma nel 1957 Federico Zeri riconobbe nella punta triangolare che sporge in fondo all'Eterno e angeli di San Diego l'estremità del trono dell'Incoronazione del polittico fiorentino, ipotesi poi confermata dalle analisi tecniche.
L'opera, che si trovava nella collezione di Arthur Berenson a New York, era già stata riferita a Giotto da Bernard Berenson (1932), Lionello Venturi (1933) e Pietro Toesca (1951).
L'Eterno è generalmente attribuito a Giotto e gli angeli a Taddeo Gaddi.

## Descrizione e stile
Dio Padre è raffigurato in un quadrilobo con in mano un alberello, riferimento all'Albero della Vita e una spada/scettro d'oro, nonché tenente in petto il libro aperto con l'alfa e l'omega.
Due gruppi simmetrici, ma ruotati complementariamente, di tre angeli ciascuno, vestiti di verde, rosso e azzurro, si avvicinano a Dio, ma essi devono farsi ombra con le mani o coprirsi con specchi (o filtri di vetro colorato) per evitare di essere accecati dalla luce. L'originalissima invenzione compositiva viene riferita dallo Zeri al maestro, e messa in relazione con il particolare prestigio della commissione.